# Euryanthe

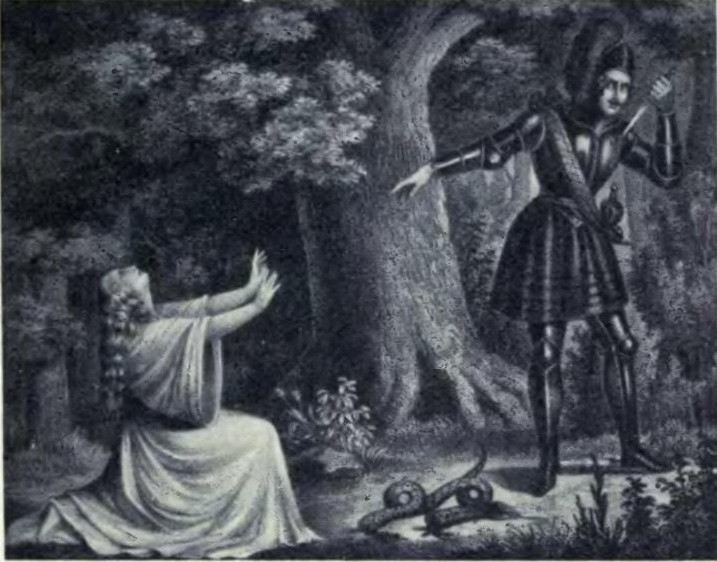
Cena de floresta da ópera "Euryanthe" de Carl Maria von Weber, no Royal Theatre de Dresden

Euryanthe é uma ópera romântica do compositor alemão Carl Maria von Weber, estreada no Theater am Kärntnertor, Viena, em 25 de outubro de 1823. Reconhecida como uma das óperas mais importantes do compositor, é raramente encenada. Tem libreto de Helmina von Chézy, baseado no romance do século XIII "L'Histoire du Très-Noble et Chevalereux Prince Gérard, conde de Nevers". A abertura é um excelente exemplo do estilo do início do romantismo alemão.
| Papel                                                 | Voz      | Estreia, 25 de outubro de 1823 |
| ----------------------------------------------------- | -------- | ------------------------------ |
| King Louis VI                                         | baixo    | Joseph Seipelt                 |
| Euryanthe de Saboia                                   | soprano  | Henriette Sontag               |
| Adolar, Conde de Nevers                               | tenor    | Anton Haizinger                |
| Rudolf, um cavaleiro                                  | tenor    | Jakob Wilhelm Rauscher         |
| Bertha, camponesa                                     | soprano  | Henriette Theimer-Forti        |
| Lysiart, Conde de Forest                              | barítono | Anton Forti                    |
| Eglantine von Puiset                                  | soprano  | Therese Grünbaum               |
| Damas, cavalheiros, soldados, caçadores, e camponeses |          |                                |